# Junction City (Geórgia)
Junction City é uma cidade  localizada no estado americano de Geórgia, no Condado de Talbot.

## Demografia
Segundo o censo americano de 2000, a sua população era de 179 habitantes.
Em 2006, foi estimada uma população de 176, um decréscimo de 3 (-1.7%).

## Geografia
De acordo com o United States Census Bureau tem uma área de 6,6 km², dos quais 6,4 km² cobertos por terra e 0,2 km² cobertos por água.

## Localidades na vizinhança
O diagrama seguinte representa as localidades num raio de 32 km ao redor de Junction City.